# Танасенко, Людмила Сергеевна
Людми́ла Сергее́вна Тана́сенко (25 декабря 1944, Советская Гавань, Приморский край — 28 августа 2019, Москва) — советский и российский художник-постановщик. Известна по работам над мультфильмами «Волк и семеро козлят на новый лад», «Муми-тролль и комета» и «Большой секрет для маленькой компании».

## Биография[1]
Родилась в 1944 году на Дальнем Востоке в семье военного Танасенко Сергея Владимировича в г. Советская Гавань. В 1963 году окончила Севастопольскую художественную школу у педагога Е. А. Кольченко. В 1967—1972 училась в Московском Полиграфическом институте (на художественно-графическом факультете).
В 1963—1964 работала преподавателем рисования в школах Севастополя, в 1964—1966 была художницей во Дворце культуры строителей в Севастополе, в 1968—1972 устроилась бутафором в Московском областном театре кукол, в 1971—1973 работала на киностудии «Союзмультфильм» как ассистент художника, а её творческий успех начался когда она устроилась художник-постановщиком на отделе мультипликационных фильмов Творческого Объединения «Экран» в 1973, где проработала до самого закрытия.
Работала в объёмной анимации, технике плоской и объёмной перекладки. Сотрудничала с Юлианом А. Калишером, а также с Александром М. Татарским, Ниной И. Шориной, Леонидом В. Аристовым и другими режиссёрами. Участница всесоюзных, республиканских, московских выставок (живопись, графика). Последняя прижизненная выставка прошла в Севастопольском художественном музее имени М. П. Крошицкого.
До конца своих дней занималась педагогической деятельностью.
Ушла из жизни 28 августа 2019 года.
Вечер памяти Людмилы Танасенко прошёл 2 октября 2019 года в «Гиперионе» с выставкой её самых лучших работ.

## Фильмография
- 1975 — Волк и семеро козлят на новый лад
- 1976 — Заколдованное слово
- 1976 — Репетиция
- 1978 — Муми-тролль и комета
- 1978 — Муми-тролль и комета: Путь домой
- 1979 — Большой секрет для маленькой компании
- 1979 — Про щенка
- 1980 — Новогоднее приключение
- 1981 — Мальчик шёл, сова летела
- 1982 — Новогодняя песенка Деда Мороза
- 1982 — Рождение Геракла
- 1983 — Падал прошлогодний снег
- 1984 — Синичкин календарь
- 1985 — Зачем верблюду апельсин?
- 1985 — Песня о летучих мышах
- 1986 — Сундук
- 1986 — Школа помощников (1 и 2 фильм)
- 1987 — Ах, принцесса!
- 1989 — Золотые слова
- 1990 — Тюк!
- 1992 — Сиротка Энни
- 1993 — Война слонов и носорогов

## Выставки
- 1978 — Выставка трех выпускников Полиграфического института (Л. Танасенко, П. Рогачева, О. Кокина) — Москва, выставочный зал Объединения молодых художников и искусствоведов при МОСХе на улице Жолтовского
- 1991 — Персональная выставка «Людмила Танасенко. Живопись. Графика. Кинодекорационное искусство» — Выставочный зал МОСХа на Беговой
- 1994 — «Альтернатива», конкурс и благотворительная выставка — Москва, галерея «На Солянке»
- 2005 — Театральная выставка — Москва, галерея «Кузнецкий мост»
- 2 ноября 2007 — в Московской «Галерее на Солянке» открылась выставка Людмилы Танасенко «Большой секрет для маленькой компании».[9]
- 22 декабря 2014 — в Доме кино открылась выставка художника Людмилы Танасенко, приуроченная к её 70-летию.[10]
- 2 декабря 2016 — в Севастопольском художественном музее открылась выставка Людмилы Танасенко «Мультик начинался так…».[3]

## Мемуары
- Танасенко Л.С., редактор-составитель Багрова Н. Г. Секрет для маленькой компании. — М.: ООО «ИПП «КУНА», 2014. — 105 с.